# Ponta da Fragata
Ponta da Fragata és un cap a la costa est de l'illa de Sal, Cap Verd. Està situat al peu de la muntanya de Serra Negra, a 6 km al nord-est de la ciutat de Santa Maria. La punta rep el nom d'una fragata que s'hi va enfonsar en la dècada de 1960 amb un carregament de xocolata que viatjava des de la conca del Congo a Dinamarca al centre-nord d'Europa. La fragata va ser vista principalment en la meitat sud de l'illa, on es va enfonsar desenes de metres sota el nivell del mar. La fragata fou abandonada, es va enfonsar a l'oceà i ja no és visible.
La Costa da Fragata és una reserva natural i un parc marí que inclou la ubicació de la fragata enfonsada, i constitueixen una àrea protegida.